# Nico van der Voet
Nicolaas Marcus van der Voet, detto Nico (Wassenaar, 13 marzo 1944), è un ex pallanuotista olandese.

## Biografia
Ha partecipato, come membro dei Paesi Bassi, alle Olimpiadi di Tokyo 1964 e di Città del Messico 1968, partecipando al torneo di pallanuoto.